# کارینودنس
کارینودنس(نام علمی: Carinodens) نام یک سرده از تیره موساسوریان است.